# Rukometni klub Metaloplastika Šabac
Maillots
Dernière mise à jour : 25 octobre 2018.
Le Rukometni klub Metaloplastika Šabac est un club de handball basé à Šabac en Serbie. Le club a été l'un des meilleurs clubs européens des années 1980, remportant la Coupe d'Europe des clubs champions en 1985 et 1986 et apportant de nombreux joueurs de la grande équipe nationale de Yougoslavie. Quatre de ses joueurs ont été sacrés champions olympique en 1984 : Mirko Bašić, Mile Isaković, Slobodan Kuzmanovski et Veselin Vujović.
Aujourd'hui, il évolue en première division du championnat de Serbie. En 2011-2012, il a participé à la saison inaugurale de la Ligue SEHA réunissant les meilleurs clubs des Balkans.

## Historique

Ancien logo.

Créé en 1958 à Šabac (ville située à environ 80 kilomètres à l'ouest de Belgrade) sous le nom de Partizan, puis de Mačva dix ans plus tard, ce club joue dans les championnats locaux. Aleksandar Trifunović, directeur de l'entreprise Metaloplastika spécialisée dans la céramique et la faïence, rachète le club à l'été 1970, au bord de la faillite, en change le nom pour lui donner celui de l'entreprise et entame une réorganisation qui sera un succès. Après avoir accédé à la première division du championnat yougoslave en 1974, Metaloplastika parvient à se stabiliser dans les années 1970 avec des joueurs qui vont prendre une grande importance pour les années suivantes : Veselin Vuković et surtout Mile Isaković. Entre-temps, le club inaugure sa nouvelle salle Zorka en 1976 face au champion de l'époque le RK Borac Banja Luka.
Le Metaloplastika devient une force montante du handball yougoslave dès 1979 à partir du moment où les jeunes de l'effectif comme Isaković, Vuković, puis Slobodan Kuzmanovski se font leurs places auprès du nouvel entraîneur Sead Hasanefendić, qui fait aussi venir un des futurs joueurs clés du succès à venir du club : le Monténégrin Veselin Vujović, âgé de 17 ans à l'époque. Le Metaloplastika remporte sa première coupe de Yougosavie en 1980 contre le RK Celje ce qui lui permet de jouer la Coupe d'Europe des vainqueurs de coupe. L'année suivante, pour la première campagne européenne de son histoire, le club de Šabac, qui a vu également l'arrivée du gardien Mirko Bašić, atteint les demi-finales et s'incline face au club est-allemand de l'Empor Rostock sur le score cumulé de 33 à 34. Mais cette défaite sera un point de départ vers la domination du handball yougoslave pour les années à venir. En effet, le club va engranger 7 titres de champion de Yougoslavie de suite entre 1982 et 1988 ainsi que 3 coupes nationales, et recrute dans son effectif d'autres grands joueurs tels que Zlatko Portner et Jovica Cvetković. Le club est alors entraîné par deux personnages qui sont aussi importantes dans les succès européens du club : Zoran Živković (également sélectionneur de la Yougoslavie) et Aleksandar Pavlović, avant que Sreten Filipović ne devienne lui le nouveau président du club. Metaloplastika va entre 1982 et 1988 atteindre au moins les demi-finales de la Coupe d'Europe des Clubs champions.
Lors de leur première saison en Coupe des clubs champions en 1982-1983, Isaković et ses coéquipiers sortent en huitième de finale les roumains du Steaua Bucarest aux tirs au but 5 à 4 après un match nul au score cumulé 40 à 40, puis en quart de finale ils parviennent à sortir le Budapest Honvéd (champion d'Europe en titre) sur le score cumulé de 47 à 39. En demi-finale, ils sont toutefois éliminés par le CSKA Moscou sur le score cumulé de 42 à 39 après avoir gagné le match aller par six buts d'écart.
La saison suivante, le Metaloplastika est placé parmi les favoris à la victoire finale. Après avoir sorti le Heim Göteborg, THW Kiel et une nouvelle fois le Budapest Honvéd en demi-finale, Veselin Vujović et ses coéquipiers passent tout près de leur premier titre de champion d'Europe. Devant se passer de Vujović sur une blessure, le Metaloplastika perd le match aller sur le score de 21 à 17 puis remporte le match retour à domicile sur le même score de 21 à 17 : la séance de tirs au but doit départager les deux équipes mais elle tourne en la faveur du club tchécoslovaque qui s'imposer 4 à 2. Pourtant certains joueurs de cette équipe contribuent à faire de la Yougoslavie une place forte dans le handball mondial comme le montre le second sacre olympique de son histoire la même année, bien que le boycott de nombreux pays a nettement diminué le niveau de la compétition.
Lors de leur troisième saison en Coupe d'Europe des clubs champions, les joueurs du Metaloplastika réussissent l'exploit de terminer invaincus tout au long de la compétition. Après avoir sorti le TJ Škoda Plzeň sur le score cumulé de 64 à 44 en huitième de finale, le Steaua Bucarest en quart (44 à 37), puis le FH Hafnarfjörður en demi-finale (62 à 38), le Metaloplastika s'offre la section handball de l'Atlético de Madrid en finale. Si Šabac s'est imposé à domicile sur le score de 19 à 12, les Colchoneros espèrent imiter leurs compatriotes du Barça pour obtenir un premier sacre européen devant leurs 15 000 spectateurs : en effet, le FC Barcelone est parvenu à remonter un déficit de 7 buts en Coupe des Coupes face au CSKA Moscou et ainsi à conserver son titre selon la règle du but à l'extérieur (30 à 23 à Moscou, puis 27 à 20 à Barcelone). Mais Metaloplastika réalise une performance digne d'un très grand club d'Europe puisqu'il s'impose 30 à 20 sur le parquet madrilène, ce qui lui vaut non seulement d'être salué par certains supporters de l'Atlético, qui sont descendus sur le terrain, mais aussi d'établir deux records : être le premier club à gagner une confrontation après avoir inscrit 30 buts en un seul match à ce stade de la compétition, et s'imposer avec 17 buts d'écart cumulé, ce qui constitue le record de l'histoire de la Coupe d'Europe des clubs champions (et il ne sera plus jamais battu).
Pour la saison 1985-1986, le club est au sommet de son art puisqu'il réalise le premier et seul triplé de son histoire. En Coupe des clubs champions, après avoir sorti ses compatriotes du RK Borac Banja Luka (48 à 44), le SC Magdebourg (63 à 49) et le Steaua Bucarest (45 à 41), Metaloplastika et son effectif inchangé parvient à défendre son titre de champion d'Europe mais c'est plus difficile face aux Polonais du Wybrzeże Gdańsk : défait au match aller 29 à 24, le Metaloplastika réussit à rattraper son retard en gagnant 30 à 23 pour porter le score cumulé à 54 à 52. Egalement vainqueurs du Championnat et de la Coupe de Yougoslavie, Mile Isaković et Veselin Vujović, au sommet de leurs carrières, réussissent avec 5 autres joueurs du Metaloplastika (Veselin Vuković, Jovica Cvetković, Zlatko Portner, Mirko Bašić et Jasmin Mrkonja) à remporter avec la Yougoslavie le premier et seul sacre mondial en s'imposant en finale face à la Hongrie sur le score de 24 à 22.
L'année 1987 marque un premier coup d'arrêt puisque le finaliste prend sa revanche en demi-finale et élimine le Metaloplastika Šabac sur le score cumulé de 57 à 52, et l'année suivante va elle annoncer non seulement la fin d'un cycle mais plus tard le déclin du club via deux événements. Lors d'un match du championnat yougoslave de handball face à un concurrent au titre, le Pelister Bitola, la rencontre se termine par une bagarre générale. À l'origine, un supporter du Pelister félicite son gardien pour avoir repoussé un penalty de Mile Isaković, ce qui lui vaut un carton jaune pour son comportement illicite ; puis Mile Isaković et Veselin Vujović protestent auprès des arbitres pour ne pas avoir arrêté le chronomètre et certains joueurs du Pelister viennent affronter physiquement les joueurs du Metaloplastika. À partir de là, plus personne ne maîtrise la situation : le gardien de Šabac Dejan Lukić reçoit des projectiles provenant du public de Bitola, Mile Isaković reçoit lui aussi des blessures de la part de deux joueurs du Pelister, dont un qui sera suspendu à vie, et l'autre qui ne jouera pas pendant trois ans. Le club écope lui de six matchs à huis clos (dont un match de Coupe de Yougoslavie). Quant aux joueurs du Metaloplastika, certains d'entre eux sont aussi sanctionnés lourdement comme Veselin Vujović et Mile Isaković qui sont sanctionnés d'abord respectivement de neuf mois et un an, avant que cette peine ne soit réduite à six matchs chacun. Malgré cela, le Metaloplastika parvient à obtenir son septième et dernier titre de champion de Yougoslavie consécutivement. Le deuxième événement qui va marquer la fin d'un cycle est la demi-finale perdue de justesse face au CSKA Moscou, qui est notamment composée d'un futur grand joueur de handball en la personne de Talant Dujshebaev : après un match nul 24 à 24 à l'aller, le Metaloplastika a la balle de match à 2 secondes de la fin devant le public moscovite. Veselin Vujović doit marquer ce but précieux pour une qualification en finale sur un tir à 9 mètres, mais le gardien adverse repousse et maintient le score à 16 à 16, résultat qui permet au club de l'Armée Rouge de se qualifier pour la finale grâce à la règle du but à l'extérieur (performance rééditée en finale face au TUSEM Essen sur le score total de 36 à 36). Cette élimination marque la fin d'une génération de très grands joueurs qui ont contribué à faire de la Yougoslavie une place forte du handball mondial et certains d'entre eux sont en partance pour l'étranger, dont les deux meilleurs joueurs mondiaux des années 1980 que sont Veselin Vujović qui part au FC Barcelone, et Mile Isaković (meilleur buteur de l'histoire du club) qui lui s'en va à l'US Créteil présidé par le frère de Bernard Tapie, Jean-Claude.
Depuis la fin des années 1980 et les guerres de Yougoslavie, le Metaloplastika Šabac n'a plus jamais retrouvé sa gloire. Après la guerre, le club tente tant bien que mal de se refaire une santé sportivement parlant mais ne parvient pas à atteindre le podium du Championnat de RF Yougoslavie. Puis deux coups d'éclats ont lieu en 2014 et 2016. Tout d'abord c'est une finale de Coupe d'Europe Challenge (C4) face aux Suédois de l'IK Sävehof, qui doit se jouer sur deux matchs. Mais la ville de Šabac subit de grandes inondations, provoquant d'importants dégâts matériels, et la salle Zorka n'y échappe pas, ce qui oblige l'EHF à faire jouer la finale uniquement sur un match. Et c'est le club suédois, qui non content d'avoir le privilège de recevoir, s'impose lourdement face aux Serbes sur le score de 37 à 26. Le second coup d'éclat est la victoire finale en Coupe de Serbie en 2016 face au champion de Serbie, le Vojvodina Novi Sad, sur le score de 26 à 24.

## Palmarès
Compétitions internationales
- Vainqueur de la Coupe d'Europe des clubs champions
  - Vainqueur (2) : 1985, 1986
  - Finaliste : 1984
  - Demi-finaliste : 1983, 1987, 1988

Compétitions nationales
- Vainqueur du Championnat de Yougoslavie (7) : 1982 à 1988
- Vainqueur de la Coupe de Yougoslavie (4) : 1980, 1983, 1984, 1986
- Vainqueur de la Coupe de Serbie (1) : 2016
- Deuxième du Championnat de Serbie (2) : 2016, 2019

## Personnalités liées au club
Parmi les joueurs ayant évolué au club, on trouve :
- Mirko Bašić : de 1980 à 1989
- Jovica Cvetković (en) : de 1985 à 1986
- Zoran Đorđić : de 1986 à 1992
- Milutin Dragićević (en) : avant 2005 et de 2013 à 2017
- Nebojša Golić : de 1997 à 1999
- Mile Isaković : avant 1986 et de 1987 à 1988, meilleur buteur de l'histoire du club avec 1658 buts marqués
- Nedeljko Jovanović : de 1992 à 1993
- Slobodan Kuzmanovski : avant 1992 et de 2004 à 2005
- Dejan Lukić : de 1971 (formé au club) à 1986
- Zoran Mikulić : de 1986 à 1990
- Zlatko Portner : de 1982 à 1989
- Nebojša Stojinović : de 1985 (formé au club) à 1999
- Veselin Vujović : de 1979 à 1988, élu meilleur handballeur mondial de l'année 1987
- Veselin Vuković : avant 1987

Parmi les entraîneurs du club, on trouve :
- Sead Hasanefendić : de 1979 à 1980, 1 coupe de Yougoslavie
- Zoran Živković : de 1981 à 1985
- Aleksandar Pavlović : entraîneur dans les années 1980, vainqueur de la Coupe des clubs champions en 1985, 1986
- Abas Arslanagić : de 1987 à 1988
- Dragan Đukić : de 1993 à 1994
- Veselin Vuković : de 1996 à 1999, en 2014/2015 et de 2019 à 2021
- Slobodan Kuzmanovski : de 2004 à 2005